# Volcenay Zitte
Joseph Volcenay Zitte (* 23. Mai 1891 in Saint-Paul; † 4. August 1919 in Grand Sable) war ein Verbrecher auf Réunion im Indischen Ozean.

## Leben

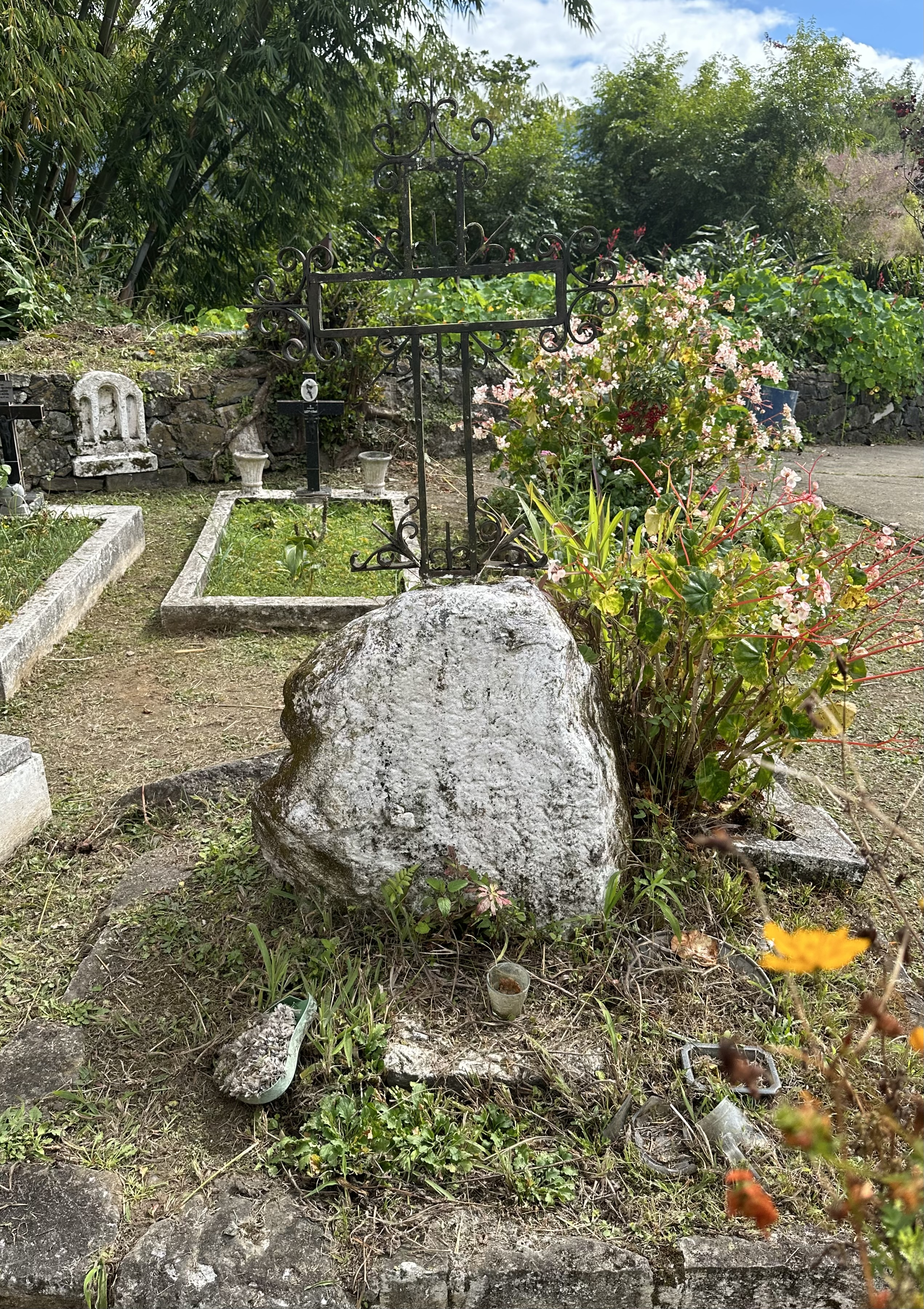
Grabstein auf dem Friedhof von Hell-Bourg, 2024

Zitte war vor allem in den Höhenlagen im nordwestlichen Teil der Insel, in den Gebieten von Saint-Paul, La Possession und Saint-Denis aktiv. Er brach in Hütten ein und stahl, überfiel jedoch auch Menschen in ihren Häusern, mordete, raubte, vergewaltigte und verbrannte Menschen bei lebendigem Leibe. Die Bevölkerung der Region lebte in Angst vor ihm. Auf der Flucht vor den Behörden floh er zu seiner in Marla im Talkessel Mafate lebenden Schwester, die ihn jedoch an die Polizei verriet. Ihm wurde ein Hinterhalt gelegt und man nahm ihn im Haus seiner Schwester fest. Während seiner Verhaftung erlitt er einen Schuss in den Bauch. Er wurde auf einer Trage gefesselt und auf steilen Wegen über den Col de Fourch abtransportiert. Um der erwarteten Todesstrafe  durch die Guillotine zu entgehen, versuchte er, wann immer es ging, seine Trage zu destabilisieren und gemeinsam mit den Trägern abzustürzen. Erzählungen nach soll er, nachdem dies missglückte, seine Verletzung selbst weiter geöffnet haben, um so letztlich zu versterben. Er starb noch auf dem Transport in Grand Sable.
Sein Leichnam wurde nach Hell-Bourg gebracht und dort eine Autopsie vorgenommen. Der Kopf wurde dabei abgetrennt, um die Identifizierung in Saint-Denis zu ermöglichen. Er wurde danach in einem Gemeinschaftsgrab für zum Tode Verurteilte beerdigt. Der übrige Leichnam wurde auf dem Friedhof von Hell-Bourg beigesetzt. Das Grab, bestehend aus einem namenlosen Stein, bekrönt von einem metallenen Kreuz, ist erhalten. Immer wieder werden, vor allem nachts, am Grab Opfergaben, insbesondere ein Glas Rum, Zigaretten und Räucherstäbchen, abgelegt. In der lokalen Überlieferung heißt es, seine Seele wäre verdammt, ewig umherzuwandern und so schlechten Einfluss auf die Lebenden auszuüben, bis die Körperteile wieder vereint seien.